# Tephritis theryi
Tephritis theryi är en tvåvingeart som beskrevs av Seguy 1930. Tephritis theryi ingår i släktet Tephritis och familjen borrflugor.
Artens utbredningsområde är Marocko. Inga underarter finns listade i Catalogue of Life.